# Vestingwerken van Blokzijl
De vestingwerken van Blokzijl waren een stelsel van wallen, bastions en grachten rondom de Nederlandse plaats Blokzijl, provincie Overijssel. De restanten van deze vestingwerken zijn aangewezen als rijksmonument.

## Geschiedenis
Vanwege wateroverlast in het Land van Vollenhove werden in de Zuiderzeedijk twee keersluizen of zijlen aangelegd: in 1375 de Vollenhoofsezijl en in 1438 de Steenwijkerzijl. Langs de dijk, tussen beide sluizen in, ontstond enige lintbebouwing. Er zou in de 15e eeuw ook al sprake zijn van een blokhuis, alhoewel hiervoor geen bewijs is. De eerste vermelding van de naam Blokzijl dateert uit 1521: de drost van Vollenhove gaf toen aan overlast te ondervinden van de in Bluxiel gelegerde Gelderse soldaten die de omgeving plunderden.
De turfhandel vanuit het Land van Vollenhove maakte van Blokzijl een doorvoerhaven: de turf werd bij de sluizen overgeslagen op grotere schepen die via de Zuiderzee naar Holland voeren. Hierdoor groeide het aantal inwoners in de 16e eeuw en werd Blokzijl welvarend. Vanaf 1518 werd er tol geheven bij de sluizen, waarbij de inkomsten toekwamen aan de bisschop van Utrecht en later aan keizer Karel V en koning Filips II. In de tweede helft van de 16e eeuw werd een beschutte havenkom aangelegd.

### Tachtigjarige Oorlog
In 1572 werd Blokzijl door de Geuzen veroverd, maar ze werden door een leger van stadhouder Caspar de Robles verdreven. Geuzenleider Diederik Sonoy wist in 1580 Blokzijl weer in te nemen. Het plaatsje fungeerde daardoor als een Hollands bruggenhoofd in een voornamelijk door de Spanjaarden gecontroleerd gebied. Daarnaast kon ook de toevoer van het belangrijke turf veilig worden gesteld. Sonoy liet daarom rondom de bebouwing een schans aanleggen waarin een Hollands garnizoen werd gelegerd. Gedurende de rest van de Tachtigjarige Oorlog bleef Blokzijl in Staatse handen.
Prins Maurits schonk vanaf 1589 diverse rechten aan Blokzijl, zoals het waagrecht, maar de Staten van Overijssel zagen dit als een schending van hun soevereiniteit en trokken de rechten in 1610 weer in. In 1603 was de vesting Blokzijl overigens door de Staten-Generaal overgedragen aan Overijssel, waarbij het gewest Holland het buskruit en de lonten bleef leveren.
In 1621 werd een nieuwe vesting gebouwd, waarbij geheel Blokzijl, de twee sluizen en de havenkom binnen de wallen werden gebracht. Blokzijl werd nu ook wel als een fortresse aangeduid.

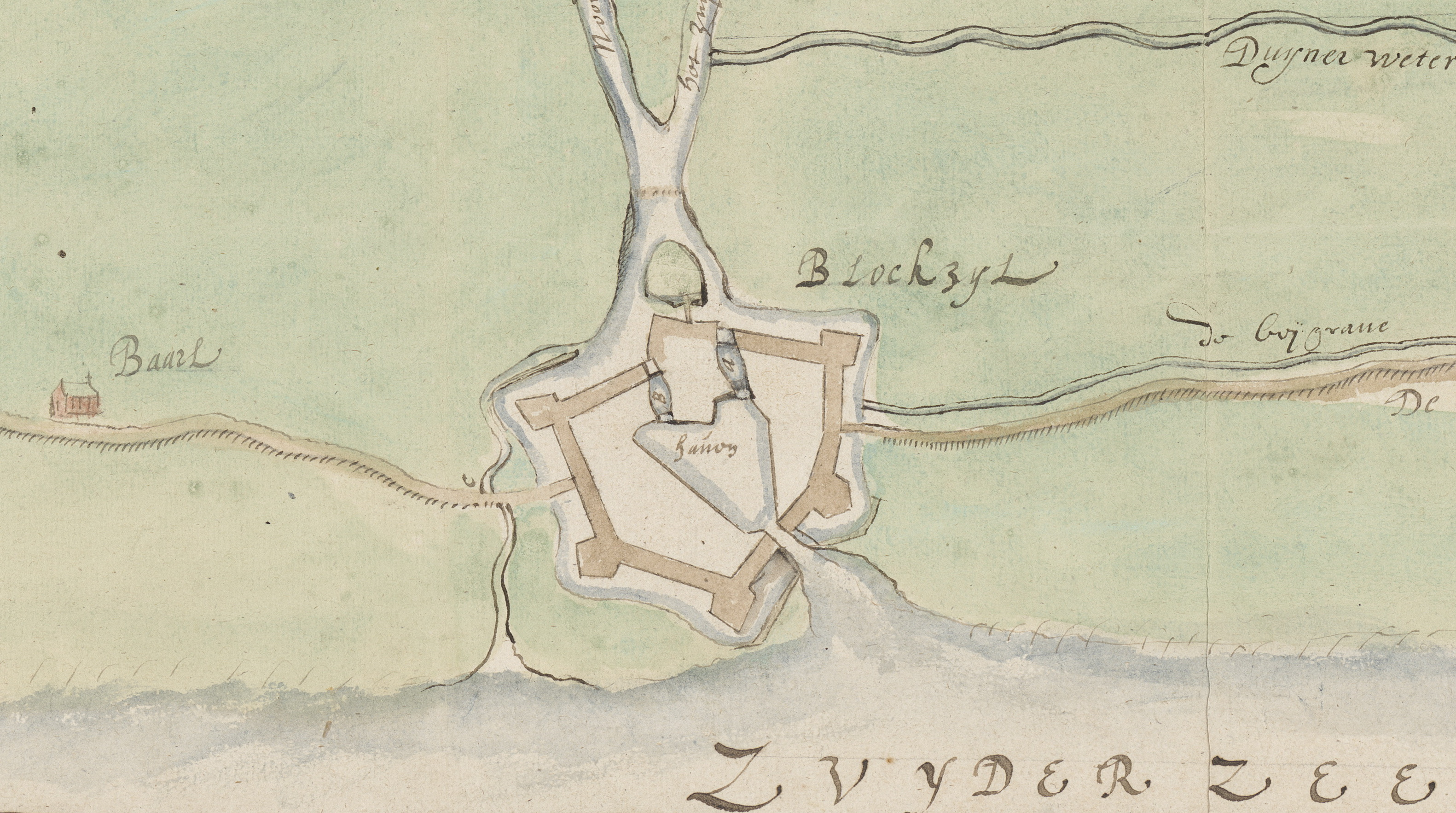
Blokzijl in 1639

### Rampjaar
In het Rampjaar 1672 werd ook Blokzijl aangevallen. Op 26 juni gaf de verdediging van Blokzijl zich zonder strijd over aan de Keulse en Münsterse troepen. De vesting was in de voorgaande jaren slecht onderhouden en vormde voor de aanvallers dus geen enkel probleem. Overste Van Twickelo legerde een garnizoen van 250 man in Blokzijl en begon met de versterking van de vesting.

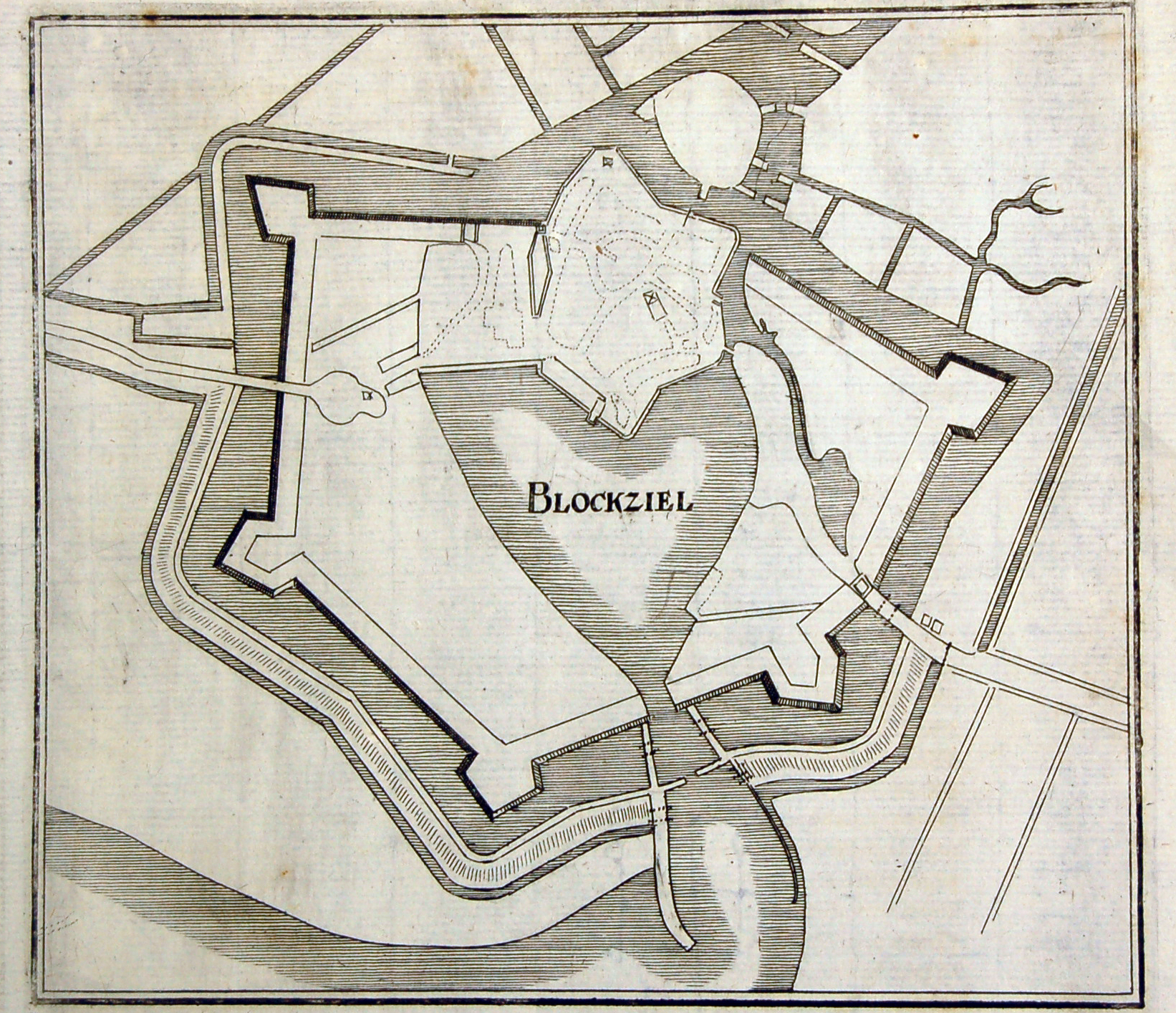
Blokzijl in 1659, met de oude stervormige schans nog duidelijk zichtbaar midden boven

Een eerste poging tot herovering mislukte, maar op 23 augustus wisten Friese troepen, gesteund door de inwoners van Blokzijl, de vesting in te nemen.

### Verval
In de 18e eeuw raakte de omwalling in verval. De zeedijk aan de zuidzijde was in slechte staat en de stadswallen namen de waterkerende functie van deze dijk over.
In 1825 veroorzaakte een storm op de Zuiderzee voor diverse dijkdoorbraken. Blokzijl raakte overstroomd en 28 huizen werden weggespoeld. Zowel de Noorderwal als de Zuiderwal bezweken.
De Zuiderwal is na de Tweede Wereldoorlog afgegraven om voor woningbouw te worden gebruikt.
In 2008 vond herstel plaats aan een deel van de vestingwallen.

## Beschrijving
Het oudste verdedigingswerk zou een blokhuis zijn dat er al in de 15e eeuw zou staan. Er zijn echter geen aanwijzingen dat er daadwerkelijk ooit een blokhuis stond in Blokzijl. Ook over verdedigingswerken in het begin van de Tachtigjarige Oorlog zijn geen duidelijke gegevens: mogelijk was er alleen aan de westzijde van Blokzijl een wal, die in 1572 door de Geuzen werd gebruikt om zich te verdedigen. Vanaf 1573 zouden de sluizen op initiatief van de Staten van Overijssel nog wel zijn beschermd door een kleine vesting.

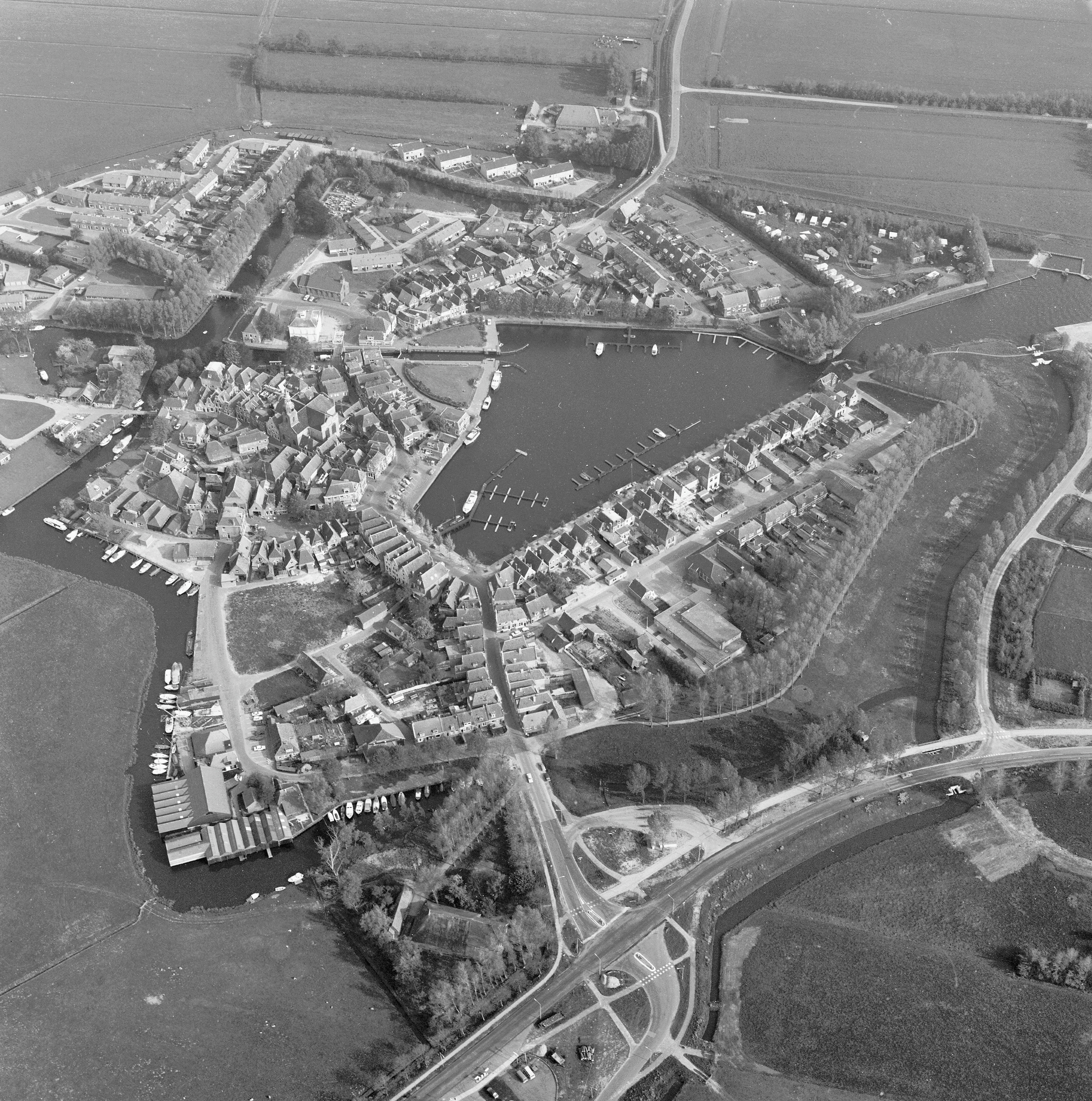
Blokzijl in 1977. De vorm van de zeshoekige vesting uit 1621 is nog goed te zien.

### Schans
De eerste duidelijke verdedigingswerken dateren uit 1581. Toen liet Diederik Sonoy rondom de bebouwing van Blokzijl een stervormige schans aanleggen. Deze lag ongeveer tussen de huidige Breestraat en de Domineeswal en omvatte ook de inmiddels tot schutsluis omgebouwde Steenwijkerzijl. De Vollenhoofsezijl lag buiten de schans.

### Fortresse
In 1621 werd de vesting op kosten van de Raad van State verbeterd en vergroot. Als basis gold een ontwerp van Anthonie Adriaanszoon Metius. Rondom Blokzijl - en dus inclusief de beide sluizen en de havenkom - verscheen een vesting met aarden wallen, in de vorm van een onregelmatige zeshoek, met op elke hoek een bastion. Op de plekken waar de vesting de Zuiderzeedijk kruiste, werden twee houten stadspoorten gebouwd: de Kuinderpoort (ook wel: Noorderpoort) en de Vollenhoofsepoort (ook wel: Zuiderpoort). Om de vesting heen lag een gracht. Ten zuiden van de vesting, aan de buitenzijde, was een extra zeedijk opgeworpen die aan beide uiteinden aansloot op de Zuiderzeedijk. Het doel van de extra dijk was om de vestingwallen te beschermen tegen de Zuiderzee.
De vesting Blokzijl werd voortaan ook wel aangeduid als fortresse.

### Bewaarde delen van de vesting
De vorm van de schans uit 1581 is nog herkenbaar als het centrum van Blokzijl. In 1609 is in het midden van deze schans de hervormde kerk gebouwd.
Van de stadsgracht uit 1621 is het grootste deel bewaard gebleven. Ook de vestingwerken van dat jaar zijn nog duidelijk herkenbaar in het stratenpatroon. De twee bastions die in 2008 werden hersteld langs de westzijde van Blokzijl, liggen overigens niet geheel op de originele locaties.
In 2024 zijn plannen gepresenteerd om de vestingwerken verder te herstellen. Dit zou onder andere het toerisme bevorderen en Blokzijl een aantrekkelijker aanzicht geven.
Alkmaar · Amsterdam · Borculo · Bredevoort · Coevorden · Delden · Enschede · Goor · Haarlem · Hattem · 's-Hertogenbosch · Huissen · Klundert · Lochem · Maastricht · Montfoort · Naarden · Ommen · Ootmarsum · Rhenen · Roermond · Rijssen 
· Sittard · Sneek · Steenbergen · Terborg · Valkenburg · Zaltbommel · Zwolle